# ما عراقی‌ها
ما عراقی‌ها (انگلیسی: We Iraqis) فیلمی در ژانر مستند به کارگردانی عباس فاضل است که در سال ۲۰۰۴ منتشر شد. این فیلم روایتگر زندگی روزمره مردم بغداد در قبل و بعد از تهاجم به عراق در سال ۲۰۰۳ است.